# Sinan Şamil Sam
Sinan Şamil Sam (* 23. Juni 1974 in Frankfurt am Main, Deutschland; † 30. Oktober 2015 in Istanbul) war ein türkischer Profiboxer und zweimaliger EBU-Europameister im Schwergewicht. Bei den Amateuren wurde er 1999 Weltmeister im Superschwergewicht.

## Leben
Sinan Şamil Sam wurde 1974 in Frankfurt am Main geboren, wohin sein Vater aus beruflichen Gründen ausgewandert war. Er wuchs jedoch im Dorf Şahnalar (Akyaka), nordöstlich von Kars auf, besuchte dort die Grundschule Şehit Mirza Ali Güney und begann als 14-Jähriger in Ankara mit dem Boxsport, wo er dem Club TSE angehörte.
Zusammen mit seiner Frau Funda hatte er zwei Töchter, Defne und Nilüfer. Er lebte während seiner Profikarriere in Deutschland, zog später nach Ankara zurück und besuchte auch regelmäßig sein Heimatdorf Şahnalar.
Er starb 2015 im Alter von 41 Jahren in einem Istanbuler Krankenhaus an den Folgen einer Lebererkrankung, welche ihn seit Jahren begleitet hatte. Nach einer Trauerzeremonie in der Şefik-Tetik-Boxhalle und dem Totengebet in der Kocatepe-Moschee von Ankara wurde Sam am Karşıyaka-Friedhof beigesetzt.
Eine Straße in Kars und ein Park in Ankara wurden nach ihm benannt.

## Amateurkarriere
Sinan Şamil Sam wurde in seiner Alters- und Gewichtsklasse neunmal Türkischer Meister. Er nahm bereits 1992 an der Junioren-Europameisterschaft in Edinburgh teil und gewann die Silbermedaille im Mittelgewicht, nachdem er erst im Finale mit 7:11 gegen den späteren Olympiasieger Wassili Schirow unterlegen war. Bei der Junioren-Weltmeisterschaft 1992 in Montreal gewann er dann die Goldmedaille im Halbschwergewicht, nachdem er sich jeweils gegen die Starter aus Kanada, Russland, Ukraine und Puerto Rico durchgesetzt hatte. Es handelte sich dabei um den ersten Sieg eines türkischen Boxers seit Bestehen der Wettkämpfe 1979.
1993 gewann er im Halbschwergewicht startend auch die Mittelmeerspiele in Narbonne und bezwang dabei unter anderem Mohamed Benguesmia und Paris Vasilikos. Bei der Europameisterschaft desselben Jahres in Bursa kam er bis ins Finale, wobei er im Halbfinale Sven Ottke schlagen konnte. Beim Kampf um Gold verlor er knapp mit 2:2+ gegen den Russen Igor Kschinin und wurde Vize-Europameister im Halbschwergewicht. Bei der Weltmeisterschaft 1993 in Tampere schied er im Viertelfinale, beim Kampf um einen Medaillenplatz, gegen Rostislaw Saulitschny aus.
Im Schwergewicht antretend gewann er dann eine Bronzemedaille bei der Weltmeisterschaft 1995 in Berlin; nach Siegen gegen Kwamena Turkson, DaVarryl Williamson und Amrou Moustafa, war er im Halbfinale gegen Luan Krasniqi unterlegen. Eine weitere Bronzemedaille in der Schwergewichtsklasse gewann er bei den Militärweltspielen 1995 in Rom, nachdem er im Halbfinale gegen Wladimir Klitschko verloren hatte. 1996 scheiterte er bereits im Achtelfinale der Europameisterschaft in Vejle an Oleg Belikow.
Ab 1997 boxte er in der höchsten Gewichtsklasse, dem Superschwergewicht. Noch im selben Jahr gewann er nach einer Finalniederlage mit 2:3 gegen Paolo Vidoz die Silbermedaille bei den Mittelmeerspielen in Bari und musste bei der Weltmeisterschaft in Budapest verletzungsbedingt kampflos im Achtelfinale gegen Alexis Rubalcaba aussteigen.
1998 gewann er jeweils eine Bronzemedaille bei der Europameisterschaft in Minsk und dem Weltcup in Peking, wobei er bei der EM gegen Alexei Lesin ausgeschieden war.
Der größte Erfolg seiner Amateurkarriere war dann der Gewinn der Goldmedaille bei der Weltmeisterschaft 1999 in Houston, wobei es sich um den ersten türkischen Weltmeistertitel im Boxsport handelte. Er siegte dabei gegen Tomasz Bonin und Felix Djatschuk, sowie gegen die späteren Gold- und Silbermedaillengewinner der Olympischen Spiele 2000, Audley Harrison und Muchtarchan Dildäbekow. Für diesen Erfolg wurde er auch mit dem Sedat-Simavi-Preis für Sport geehrt.
Insgesamt bestritt er als Amateur 235 Kämpfe, von denen er 217 gewann.

### Weitere Auswahl int. Ergebnisse
- Februar 1999: 1. Platz im Superschwergewicht beim Strandja Tournament in Bulgarien[26]
- März 1999: 1. Platz im Superschwergewicht beim Grand Prix Usti in Tschechien[27]
- Mai 1997: 1. Platz im Superschwergewicht beim Ahmet Cömert Tournament in der Türkei[28]
- Mai 1997: 3. Platz im Superschwergewicht beim Acropolis Cup in Griechenland[29]
- September 1996: 1. Platz im Superschwergewicht beim Karl Lehmann Tournament in Estland[30]
- März 1996: 3. Platz im Schwergewicht beim Chemiepokal in Deutschland[31]
- Oktober 1995: 2. Platz im Superschwergewicht beim Moscow Tournament in Russland[32]
- April 1995: 1. Platz im Schwergewicht beim Ahmet Cömert Tournament in der Türkei[33]
- 1995: 1. Platz im Schwergewicht beim Boxam Tournament in Spanien[34]
- Juli 1994: 3. Platz im Schwergewicht bei den Goodwill Games in Russland[35]
- April 1994: 1. Platz im Schwergewicht beim Ahmet Cömert Tournament in der Türkei[36]
- Juni 1993: 1. Platz im Halbschwergewicht beim Ahmet Cömert Tournament in der Türkei[37]
- März 1993: 1. Platz im Halbschwergewicht beim Golden Belt Tournament in Rumänien[38]
- Juli 1992: 1. Platz im Halbschwergewicht beim Balaton Cup in Ungarn[39]
- Juni 1991: 3. Platz im Mittelgewicht beim Balaton Junior Cup in Ungarn[40]

## Profikarriere
Sinan Şamil Sam wurde nach der Amateur-WM 1999 Profi beim Hamburger Boxstall Universum Box-Promotion von Klaus-Peter Kohl und lebte daraufhin in Deutschland. Trainiert wurde er von Fritz Sdunek und Michael Timm, einer seiner Betreuer war Ahmet Öner.
Sam bestritt sein Profidebüt am 15. April 2000 in Hannover und gewann 15 Kämpfe in Folge, davon 8 vorzeitig. Er konnte am 12. Oktober 2002 in Schwerin um den Europameistertitel (EBU) im Schwergewicht boxen und siegte gegen den polnischen Titelträger Przemysław Saleta durch TKO in der siebenten Runde, nachdem er seinen Gegner insgesamt viermal am Boden hatte. Saleta hatte den Titel erst im Juli 2002 gegen Luan Krasniqi erkämpft.
2003 verteidigte er den Titel jeweils durch TKO gegen Danny Williams, der 2004 Mike Tyson besiegte und gegen Vitali Klitschko um die WBC-WM boxte, sowie Julius Francis, der bereits mit Mike Tyson und Vitali Klitschko im Ring gestanden war. 
Am 27. September 2003 verlor er dann in Buffalo nach Punkten gegen den ungeschlagenen und langjährigen WBC-Weltmeister im Cruisergewicht, Juan Carlos Gómez. Auch seinen nächsten Kampf, am 14. Februar 2004 in Stuttgart, verlor er knapp durch Mehrheitsentscheidung nach Punkten gegen Luan Krasniqi, der zu diesem Zeitpunkt ebenfalls bei Universum Box-Promotion unter Vertrag stand. Da sich Sam und sein Team um den Sieg betrogen fühlten, wobei es auch zu einer handgreiflichen Auseinandersetzung zwischen Ahmet Öner und Klaus-Peter Kohl gekommen war, trennte er sich im Februar 2004 von seinem Promoter und wurde im Anschluss von Wilfried Sauerland verpflichtet. Sein neuer Trainer wurde Ulli Wegner.
Nach drei Aufbausiegen schlug er am 20. November 2004 in Kempten Denis Bachtow durch TKO in der zehnten Runde und wurde dadurch WBC-International-Champion im Schwergewicht. Im folgenden Jahr gewann er zwei Titelverteidigungen gegen Lawrence Clay-Bey und Okello Peter.
Am 12. November 2005 verlor er in einem WBC-Ausscheidungskampf in Hamburg-Alsterdorf einstimmig nach Punkten gegen Oleg Maskajew und musste nach dem Kampfurteil mit einem Kieferbruch und einer Gehirnerschütterung, sowie dem Verdacht auf ein Blutgerinnsel, ins Krankenhaus eingeliefert werden. Nach einer Auseinandersetzung zwischen Ahmet Öner und Ulli Wegner, Sam hatte sich auf Anraten seines Betreuers von Wegner getrennt, beendete Sauerland die Zusammenarbeit mit Sinan Şamil Sam, der daraufhin im Januar 2006 wieder zu Universum Box-Promotion zurückkehrte. Zudem wurde er von der noch 2006 durch Öner gegründeten Arena Box-Promotion betreut.
Am 8. April 2006 gewann er in Kiel mit einem Sieg gegen George Arias erneut den Titel WBC-International-Champion im Schwergewicht und verteidigte diesen 2006 gegen Saúl Montana und Bob Mirović. In der dritten Titelverteidigung verlor er dann am 16. Juni 2007 in Ankara einstimmig nach Punkten gegen den mittlerweile 42-jährigen Oliver McCall, der jedoch seit 1996 unter anderem Siege gegen Juan Carlos Gómez, Przemysław Saleta, Henry Akinwande und Oleg Maskajew vorweisen konnte.
Am 19. Oktober 2007 besiegte er in Berlin beim Kampf um den WBC-Mediterranean-Titel im Schwergewicht Ivica Perković und gewann im März 2008 in München eine Titelverteidigung gegen Ratko Drašković.
Seinen letzten Kampf bestritt er am 4. Juli 2008 in Ankara; mit einem Sieg durch Mehrheitsentscheidung gegen Paolo Vidoz, dem er als Amateur knapp im Finale der Mittelmeerspiele 1997 unterlegen war, wurde er zum zweiten Mal EBU-Europameister im Schwergewicht. Aufgrund des strittigen Urteils wurde vom Europaverband ein Rückkampf innerhalb von 90 Tagen vorgeschrieben. Da Sinan Şamil Sam den Titel jedoch wenige Tage später niederlegte und seine Karriere beendete, kam dieser nicht mehr zustande.